# Antony Anandarayar
Antony Anandarayar (Varadarajanpet, 17 luglio 1945 – Chennai, 4 maggio 2021) è stato un arcivescovo cattolico indiano.

## Biografia
Antony Anandarayar nacque a Varadarajanpet, Tamil Nadu, il 17 luglio 1945 da Antony e Mary Collet.

### Formazione e ministero sacerdotale
Il 21 dicembre 1971 fu ordinato presbitero da monsignor Daniel Paul Arulswamy, vescovo di Kumbakonam. Dal 1972 al 1976 esercitò il ministero sacerdotale presso la St. Joseph's Boarding di Cuddalore e poi venne inviato a Roma per studi. Conseguì i dottorati in missiologia e diritto canonico. Nel 1981 tornò in patria ed entrò nello staff del Pontificio Seminario San Pietro di Bangalore. Dal 1982 al 1990 fu vice rettore e dal 1990 al 1996 rettore dello stesso.

### Ministero episcopale
Il 2 gennaio 1997 papa Giovanni Paolo II lo nominò vescovo di Ootacamund. Ricevette l'ordinazione episcopale il 29 dello stesso mese nella chiesa di Santa Maria a Ootacamund dal cardinale Duraisamy Simon Lourdusamy, prefetto emerito della Congregazione per le Chiese orientali, co-consacranti l'arcivescovo metropolita di Madras e Mylapore James Masilamony Arul Das e quello di Pondicherry e Cuddalore Savarinathan Michael Augustine.
Nel novembre del 2003 compì la visita ad limina.
Il 10 giugno 2004 lo stesso pontefice lo nominò arcivescovo metropolita di Pondicherry e Cuddalore. Prese possesso dell'arcidiocesi il 5 luglio successivo.
Nel giugno del 2011 e nel settembre del 2019 compì nuovamente la visita ad limina.
Nel dicembre del 2020 annunciò che avrebbe fatto tutto il necessario per sradicare tutte le forme di discriminazione di casta nell'arcidiocesi. I fedeli e i preti dalit costituiscono infatti la maggioranza nell'arcidiocesi e da anni lamentano discriminazioni da parte della gerarchia.
Il 27 gennaio 2021 papa Francesco accettò la sua rinuncia al governo pastorale dell'arcidiocesi per raggiunti limiti di età.
Nell'aprile del 2021 si ammalò di COVID-19 e venne ricoverato all'ospedale "San Tommaso" di Chennai. Anche se in seguito risultò negativo al virus, la mattina del 4 maggio le sue condizioni di salute peggiorarono poiché il livello di saturazione di ossigeno era molto basso. Morì alle 21:30 dello stesso giorno. I suoi resti mortali furono portati nella cattedrale dell'Immacolata Concezione a Pondicherry per la camera ardente. Le esequie si tennero il giorno successivo alle ore 16 nello stesso edificio. Al termine del rito fu sepolto nel cimitero della cattedrale.

## Genealogia episcopale e successione apostolica
La genealogia episcopale è:
- Cardinale Guillaume d'Estouteville, O.S.B.Clun.
- Papa Sisto IV
- Papa Giulio II
- Cardinale Raffaele Sansone Riario
- Papa Leone X
- Papa Paolo III
- Cardinale Francesco Pisani
- Cardinale Alfonso Gesualdo di Conza
- Papa Clemente VIII
- Cardinale Pietro Aldobrandini
- Cardinale Laudivio Zacchia
- Cardinale Antonio Barberini, O.F.M.Cap.
- Cardinale Marcantonio Franciotti
- Cardinale Giambattista Spada
- Cardinale Carlo Pio di Savoia
- Arcivescovo Giacomo Palafox y Cardona
- Cardinale Luis Manuel Fernández de Portocarrero-Bocanegra y Moscoso-Osorio
- Patriarca Pedro Portocarrero y Guzmán
- Vescovo Silvestre García Escalona
- Vescovo Julián Domínguez y Toledo
- Vescovo Pedro Manuel Dávila Cárdenas
- Arcivescovo Domingo Pantaleón Álvarez de Abreu
- Arcivescovo Manuel José Rubio y Salinas
- Vescovo Manuel de Matos, O.F.M.Disc.
- Vescovo Juan de La Fuente Yepes
- Vescovo Pierre Brigot, M.E.P.
- Vescovo Luigi (Luigi Maria di Gesù) Pianazzi, O.C.D.
- Vescovo Antonio (Pietro d'Alcántara di San Antonio) Ramazzini, O.C.D..
- Vescovo Paolo Antonio (Raimondo di San Giuseppe) Boriglia, O.C.D.
- Vescovo Louis-Charles-Auguste Hébert, M.E.P.
- Vescovo Clément Bonnand, M.E.P.
- Vescovo Etienne-Louis Charbonnaux, M.E.P.
- Arcivescovo François-Jean-Marie Laouënan, M.E.P.
- Arcivescovo Joseph-Adolphe Gandy, M.E.P.
- Vescovo Hugues-Madelain Bottero, M.E.P.
- Arcivescovo Elie-Jean-Joseph Morel, M.E.P.
- Arcivescovo Auguste-Siméon Colas, M.E.P.
- Arcivescovo Ambrose Rayappan
- Cardinale Duraisamy Simon Lourdusamy
- Arcivescovo Antony Anandarayar

La successione apostolica è:
- Vescovo Antonysamy Francis (2008)